# Marcos Cabañas
Marcos Cabañas (n. Asunción, Paraguay; 22 de abril de 1993) es un futbolista paraguayo. Juega de delantero centro.

## Clubes
| Club        | País     | Año         |
| ----------- | -------- | ----------- |
| Guaraní     | Paraguay | 2012 - 2014 |
| San Lorenzo | Paraguay | 2015        |

### Participaciones en Copas Nacionales
| Copa               | País     | Resultado     | Partidos | Goles |
| ------------------ | -------- | ------------- | -------- | ----- |
| Copa Paraguay 2018 | Paraguay | Por confirmar | 0        | 0     |

- Datos: Q20013674